# Bogomila

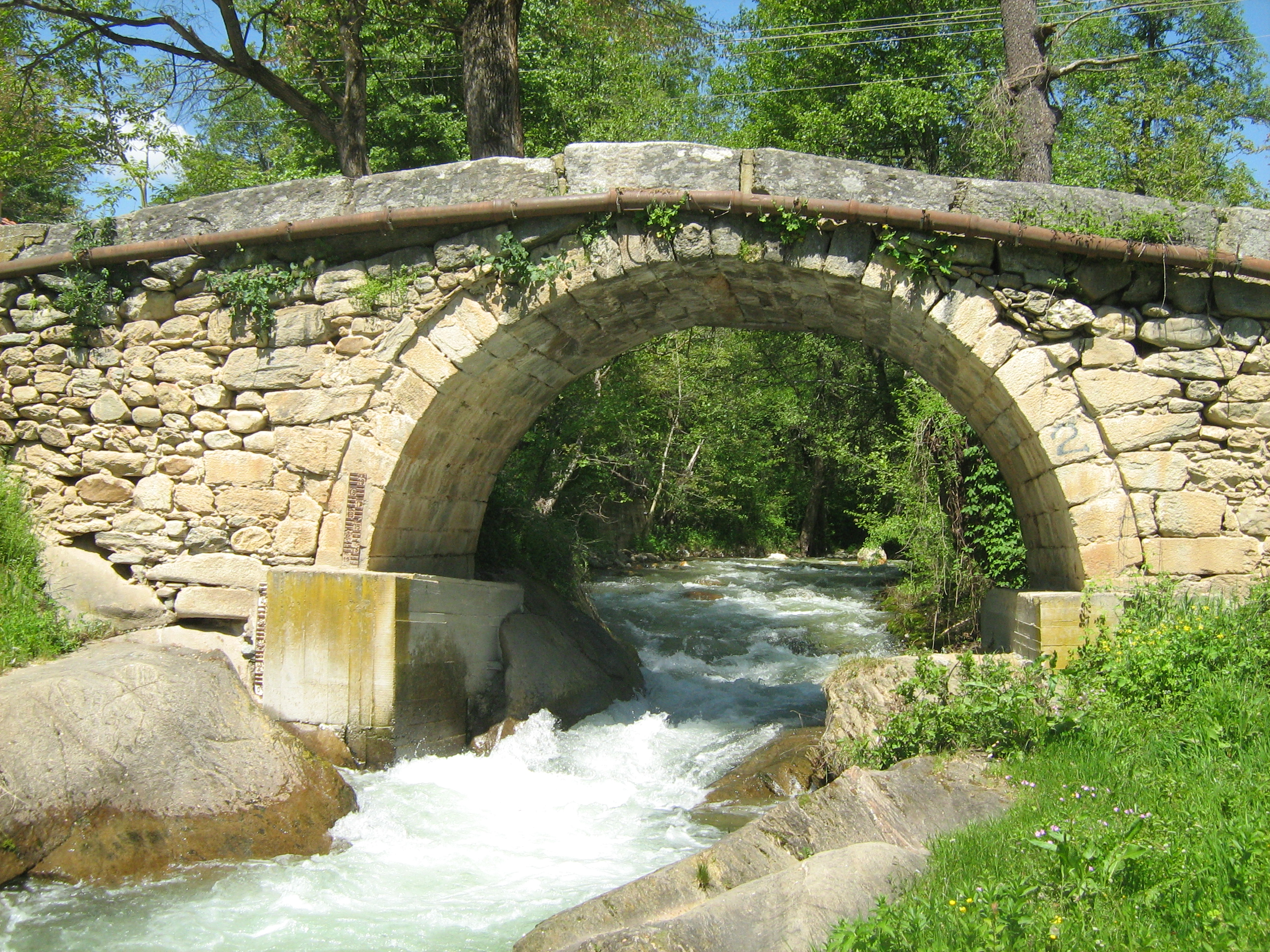
Die alte Brücke in Bogomila

Bogomila (kyrillisch Богомила) ist ein Dorf im zentralen Teil der Republik Nordmazedonien. Es gehört zur Gemeinde Čaška und hat 476 Einwohner.

## Geographie
Es liegt im Babuna-Tal im Jakupica-Gebirge. Der höchste Gipfel in der Umgebung ist der Berg Solunska Glava mit 2540 m. Nördlich des Dorfes liegt der Babuna-Wasserfall. Bogomila hat einen Bahnhof der MŽ und liegt an der Bahnstrecke Bitola – Bakarno Gumno – Prilep – Bogomila – Veles – Skopje.

## Demographie
Laut der letzten Volkszählung von 2002 setzt sich die Bevölkerung aus folgenden Ethnien zusammen:
- Makedonier 471
- Albaner 2
- Serben 2
- Türken 1

## Sehenswürdigkeiten
Im Ort befindet sich eine alte Brücke (maz. Стариот мост; auch Ѕидан Мост „Steinbrücke“), welche laut Aussage einiger Historiker aus römischer Zeit, laut Aussage anderer Historiker aus osmanischer Zeit stammt. Sie ist seit 1953 geschütztes Kulturdenkmal.

## Verkehr
Der Bahnhof von Bogomila liegt an der Bahnstrecke Veles–Kremenica und wird von Zügen zwischen Skopje und Bitola bedient.

## Töchter und Söhne
- Petar Poparsow (1868–1941), Gründer der BMARK – Bulgarische Makedonien-Adrianopeler Revolutionäre Komitees, später auch als IMRO bekannt.